# زائور هاشم‌اف
زائور هاشم‌اف (ترکی آذربایجانی: Zaur Həşimov؛ زادهٔ ۲۵ اوت ۱۹۸۱) بازیکن فوتبال اهل جمهوری آذربایجان است.
از باشگاه‌هایی که در آن بازی کرده‌است می‌توان به باشگاه فوتبال کشله، باشگاه فوتبال خزر لنکران، باشگاه فوتبال قره‌باغ، و باشگاه فوتبال سومقاییت اشاره کرد.
وی همچنین در تیم ملی فوتبال جمهوری آذربایجان بازی کرده‌است.